# Pallamano Trieste 2014-2015
Questa pagina raccoglie i dati riguardanti la Pallamano Trieste nelle competizioni ufficiali della stagione 2014-2015.

## Rosa

### Giocatori
| N° | Naz.                | Ruolo | Sportivo              | Anno |  |  |
| -- | ------------------- | ----- | --------------------- | ---- |  |  |
| 1  | Italia (bandiera)   | P     | Matej Zaro            | 1989 |  |  |
| 12 | Italia (bandiera)   | P     | Antonio Campagnolo    | 1990 |  |  |
| 16 | Italia (bandiera)   | P     | Thomas Postogna       | 1993 |  |  |
| 2  | Italia (bandiera)   | T     | Davide Giolo          | 1995 |  |  |
| 3  | Italia (bandiera)   | T     | Jan Radojkovic        | 1989 |  |  |
| 4  | Italia (bandiera)   | T     | Michele Oveglia       | 1993 |  |  |
| 5  | Italia (bandiera)   | A     | Gianluca Dapiran      | 1994 |  |  |
| 7  | Italia (bandiera)   | T     | Kevin Anici           | 1993 |  |  |
| 9  | Italia (bandiera)   | PV    | Alex Pernic           | 1992 |  |  |
| 10 | Slovenia (bandiera) | T     | Ales Cunjac           | 1982 |  |  |
| 11 | Francia (bandiera)  | A     | Luca Bellomo          | 1994 |  |  |
| 13 | Italia (bandiera)   | PV    | Massimiliano Di Nardo | 1992 |  |  |
| 14 | Italia (bandiera)   | A     | Andrea Carpanese      | 1982 |  |  |
| 15 | Italia (bandiera)   | A     | Lorenzo Dovgan        | 1995 |  |  |
| 18 | Italia (bandiera)   | A     | Matteo Leone          | 1988 |  |  |
| 19 | Italia (bandiera)   | A     | Marco Visintin        | 1982 |  |  |

### Staff
- Allenatore:  Giorgio Oveglia
- Massaggiatore:  Gaetano De Gioia

Presidente   Giuseppe Lo Duca;

## Risultati

### Serie A

#### Stagione Regolare

##### Girone d'andata
| Bressanone 20 settembre 2014 | Brixen | 27 – 28 | Trieste |  |

| Trieste 27 settembre 2014 | Trieste | 32 – 30 | Black Devils |  |

| Bolzano 11 ottobre 2014 | Bozen | 31 – 23 | Trieste |  |

| Trieste 18 ottobre 2014 | Trieste | 25 – 18 | Cassano Magnago |  |

| Lavis 25 ottobre 2014 | Pressano | 29 – 23 | Trieste |  |

| Trieste 8 novembre 2014 | Trieste | 25 – 17 | Eppan |  |

| Mezzocorona 15 novembre 2014 | Mezzocorona | 13 – 20 | Trieste |  |

| Trieste 22 novembre 2014 | Trieste | 40 – 19 | Cologne |  |

##### Girone di ritorno
| Trieste 29 novembre 2015 | Trieste | 23 – 17 | Brixen |  |

| Merano 6 dicembre 2014 | Black Devils | 29 – 27 | Trieste |  |

| Trieste 20 dicembre 2014 | Trieste | 25 – 28 | Bozen |  |

| Cassano Magnago 18 gennaio 2015 | Cassano Magnago | 30 – 29 | Trieste |  |

| Trieste 24 gennaio 2015 | Trieste | 30 – 25 | Pressano |  |

| Appiano sulla strada del vino 31 gennaio 2016 | Eppan | 30 – 28 | Trieste |  |

| Trieste 7 febbraio 2015 | Trieste | 29 – 25 | Mezzocorona |  |

| Cologne 14 febbraio 2015 | Cologne | 27 – 29 | Trieste |  |

#### Playoff

##### Andata
| Trieste 7 marzo 2015 | Trieste | 28 – 24 | Pressano |  |

| Bolzano 14 marzo 2015 | Bozen | 34 – 26 | Trieste |  |

| Cassano Magnago 21 marzo 2015 | Cassano Magnago | 25 – 24 | Trieste |  |

##### Ritorno
| Trieste 28 marzo 2015 | Trieste | 31 – 23 | Cassano Magnago |  |

| Lavis 4 aprile 2015 | Pressano | 25 – 24 | Trieste |  |

| Trieste 11 aprile 2015 | Trieste | 28 – 29 | Bozen |  |

#### Poule d'Ammissione
| Chieti 17 aprile 2015 | Trieste | 28 – 32 | Carpi |  |

| Chieti 18 aprile 2015 | Albatro Siracusa | 29 – 32 | Trieste |  |

## Classifiche

### Stagione regolare
|  | Pos. | Squadra         | Pt | G  | V  | VR | S  | SR | GF  | GS  | D    | Note                   |
|  | ---- | --------------- | -- | -- | -- | -- | -- | -- | --- | --- | ---- | ---------------------- |
|  | 1.   | Bozen           | 46 | 16 | 15 | 0  | 0  | 1  | 535 | 374 | +159 | Qualificato ai playoff |
|  | 2.   | Pressano        | 35 | 16 | 11 | 1  | 4  | 0  | 420 | 379 | +41  | Qualificato ai playoff |
|  | 3.   | Trieste         | 29 | 16 | 9  | 1  | 6  | 0  | 436 | 395 | +41  | Qualificato ai playoff |
|  | 4.   | Cassano Magnago | 27 | 16 | 7  | 3  | 6  | 0  | 415 | 411 | +4   | Qualificato ai playoff |
|  | 5.   | Eppan           | 22 | 16 | 7  | 0  | 8  | 1  | 401 | 414 | -13  | Playout                |
|  | 6.   | Black Devils    | 22 | 16 | 7  | 0  | 8  | 1  | 414 | 440 | -46  | Playout                |
|  | 7.   | Brixen          | 18 | 16 | 5  | 1  | 9  | 1  | 373 | 424 | -50  | Playout                |
|  | 8.   | Mezzocorona     | 10 | 16 | 3  | 0  | 12 | 1  | 358 | 412 | -54  | Playout                |
|  | 9.   | Cologne         | 0  | 16 | 2  | 0  | 13 | 1  | 370 | 473 | -103 | Playout                |

### Poule Playoff
|  | Pos. | Squadra         | Pt | G | V | VR | S | SR | GF  | GS  | D   | Note                                 |
|  | ---- | --------------- | -- | - | - | -- | - | -- | --- | --- | --- | ------------------------------------ |
|  | 1.   | Bozen           | 26 | 6 | 5 | 1  | 0 | 0  | 189 | 154 | +35 | Qualificato alle semifinali scudetto |
|  | 2.   | Trieste         | 10 | 6 | 2 | 0  | 3 | 1  | 161 | 160 | +1  | Qualificato alla Poule d'Ammissione  |
|  | 3.   | Cassano Magnago | 9  | 6 | 3 | 0  | 3 | 0  | 158 | 165 | -7  |                                      |
|  | 4.   | Pressano        | 9  | 6 | 1 | 0  | 5 | 0  | 139 | 168 | -29 |                                      |

## Statistiche

### Individuali

#### Classifica marcatori
| N. | Giocatore             | Reti |
| -- | --------------------- | ---- |
| 3  | Jan Radojkovic        | 135  |
| 5  | Gianluca Dapiran      | 121  |
| 7  | Kevin Anici           | 85   |
| 11 | Luca Bellomo          | 77   |
| 10 | Ales Cunjac           | 74   |
| 4  | Michele Oveglia       | 45   |
| 19 | Marco Visintin        | 44   |
| 13 | Massimiliano Di Nadro | 31   |
| 9  | Alex Pernic           | 18   |
| 15 | Lorenzo Dovgan        | 17   |
| 14 | Andrea Carpanese      | 6    |
| 2  | Erik Udovicic         | 4    |
| 2  | Davide Giolo          | 2    |
| 1  | Matej Zaro            | 1    |